# Bowdon
|  | Per a altres significats, vegeu «Bowdon (Dakota del Nord)». |

Bowdon és una població del Comtat de Carroll a l'estat de Geòrgia.

## Demografia
Segons el cens del 2000, Bowdon tenia 1.959 habitants, 815 habitatges, i 543 famílies. La densitat de població era de 222,5 habitants per km².
Dels 815 habitatges en un 32,3% hi vivien nens de menys de 18 anys, en un 43,1% hi vivien parelles casades, en un 20,6% dones solteres, i en un 33,3% no eren unitats familiars. En el 29,7% dels habitatges hi vivien persones soles el 13,5% de les quals corresponia a persones de 65 anys o més que vivien soles. El nombre mitjà de persones vivint en cada habitatge era de 2,4 i el nombre mitjà de persones que vivien en cada família era de 2,97.
Per edats la població es repartia de la següent manera: un 26,1% tenia menys de 18 anys, un 10,6% entre 18 i 24, un 28,6% entre 25 i 44, un 20,6% de 45 a 60 i un 14,2% 65 anys o més.
L'edat mediana era de 35 anys. Per cada 100 dones de 18 o més anys hi havia 78,8 homes.
La renda mediana per habitatge era de 27.875 $ i la renda mediana per família de 35.400 $. Els homes tenien una renda mediana de 29.125 $ mentre que les dones 19.643 $. La renda per capita de la població era de 14.968 $. Entorn del 15,1% de les famílies i el 17,5% de la població estaven per davall del llindar de pobresa.

## Poblacions properes
El següent diagrama mostra les poblacions més properes.